# Kosmos 110
Kosmos 110 (Russisch: Космос 110) was een Russische ruimtevlucht uit 1966. Het missiedoel was biomedisch onderzoek naar de effecten van straling veroorzaakt door de Van Allen-gordels, op levende cellen tijdens langere ruimtevluchten. Bijna een halve eeuw later is deze vlucht nog steeds houder van het ruimteduurrecord voor honden. Door mensen bemande capsules vlogen toen al enige jaren en deze vluchten bewezen dat het menselijk lichaam geen hinder ondervond van een kort verblijf in de ruimte. Echter de effecten van een langere ruimtevlucht bleven onzeker; daarom lanceerden de Russen diverse capsules met levende have aan boord.

## Keuze van het soort proefdier
De beste keus voor een bepaald proefdier is een diersoort die uitvoerig is bestudeerd. Op deze wijze kunnen onderzoekers bepaald gedrag van die soort beter interpreteren en de juiste gevolgtrekkingen maken. De VS deed vluchtproeven met apen aangezien hiermee ruime ervaring was opgedaan. De Russen verkozen echter honden. Dit dier werd in de Sovjet-Unie al tientallen jaren bestudeerd, vooral Ivan Pavlov verrichtte veel baanbrekend werk.

### Type capsule en bemanning
De gebruikte capsule was van het type Voschod, die ook werd gebruikt voor bemande vluchten en woog 5700 kg. Doordat die was uitgerust met een hitteschild, kon de capsule veilig op Aarde terugkeren. De gelegenheidsbemanning voor deze biomedische vlucht bestond uit gistcellen, bloedcellen, bacteriestammen en twee honden: Oegoljok ("Kooltje") en Veterok ("Briesje"). Naast dierproeven bevatte Kosmos 110 ook andere wetenschappelijke instrumenten.

### Vluchtverloop
De Kosmos 110 werd gelanceerd op 22 februari 1966 om 20:09 UTC vanaf Tjoeratam op Bajkonoer met behulp van een Voschod draagraket. Ze kwam in een baan met een hoogste punt van 882 km, een laagste punt van 190 km met een omlooptijd van 95,3 min. De inclinatie bedroeg 51,9° bij een excentriciteit van 0,05001. Pas na 22 dagen en 330 omwentelingen keerde ze op 16 maart naar de Aarde terug en maakte een behouden landing (dat was in de jaren zestig nog niet zo vanzelfsprekend: Ptsjolka en Moesjka vonden een vurige dood aan boord van Spoetnik 6 toen hun capsule onder een te steile hoek de dampkring binnendrong en verbrandde). Oegoljok en Veterok vestigden hiermee een nieuw duurrecord in de ruimte voor zowel mens als dier. Een Skylab-bemanning stootte hen uiteindelijk van de troon (Sojoez 11 kende een vreselijke afloop), maar de twee viervoeters behouden hun record voor honden tot op de dag van vandaag. Dit kwam vooral doordat steeds minder proefvluchten noodzakelijk waren. De ruimtevaart werd volwassen, al zouden in de jaren zeventig nog enkele vluchten volgen, die ook na een vluchtduur van 22 dagen landden: De Kosmos 605, 690 en 782.

### Fysiologische effecten van de ruimtevlucht
De honden werden na terugkeer uitvoerig medisch onderzocht en bleken goeddeels gezond, zij het met kleine kanttekeningen. Zo vertoonden beiden coördinatieproblemen tijdens lichaamsbewegingen, hetgeen te wijten was aan de periode van gewichtloosheid. Andere feiten leken iets minder onschuldig. Zo leden ze aan een lichte vorm van botontkalking en waren hun spieren enigszins verzwakt. Maar metingen aan boord van Kosmos 110 gaven aan, dat Oegoljok en Veterok ook tijdens apogeum van bijna 900 km niet blootstonden aan gevaarlijke doses straling.